# Халіль Паша
Халіль Паша(тур. Halil Paşa,1857—1939) — турецький художник-пейзажист.

## Біографія
Народився в стамбульському кварталі Бейлербеї (в Ускюдарі), в сім'ї Селім-паші, військового, вихідця з Родоса, викладача Турецької військової  Академії.
По закінченні викладав малювання в військовому училищі. В результаті прохання Халіль Паша був відправлений батьком в Париж для подальшого вивчення мистецтва живопису, де провів 8 років. Навчався в майстерні художника і  східнознавця Жана-Леона Жерома. На Паризькому Салоні 1889 року отримав  бронзову медаль за картину «Мадам Х». По поверненню додому продовжив викладання малювання в військовому училищі, і в 1906 році отримав звання «Паша», під яким і став відомим в подальшому. Через два роки вийшов у відставку в званні полковника запасу, і продовжив давати уроки малювання в різних школах країни протягом багатьох років. В числі його студентів була  перша турецька жінка-художник Мюфіде Кадрі.
В 1914 році, під час Першої світової війни із Парижу в Стамбул хлинула хвиля репатріантів, в тому числі і багато молодих художників. Халіль Паша зайнявся їх навчанням в Школі вишуканих мистецтв, заснованій Османом Хамді Беєм. В 1917-18 роках був директором школи.
В 1920-х роках Халіль Паша відвідав Єгипет на запрошення останнього із хедивів Аббаса Халім-паші. В подальшому він часто гостював в особняку хедіва в Стамбулі, на Босфорі, де зараз розміщується Музей Сакіп Сабанджі, і находяться три відомі його картини:

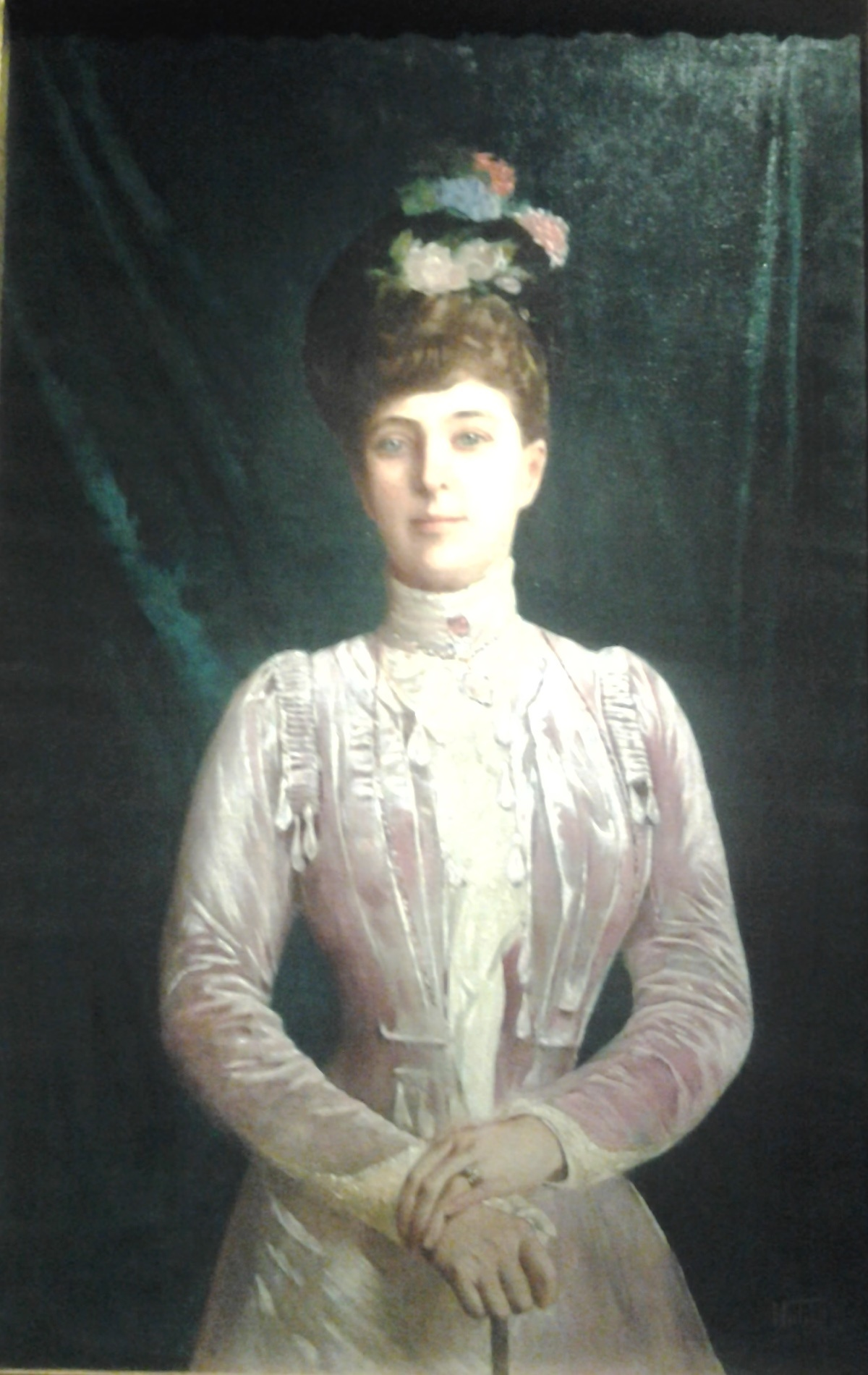
Халіль Паша, «Портрет дами в рожевому», 1904, полотно, масло, Музей Сакіп Сабанджі
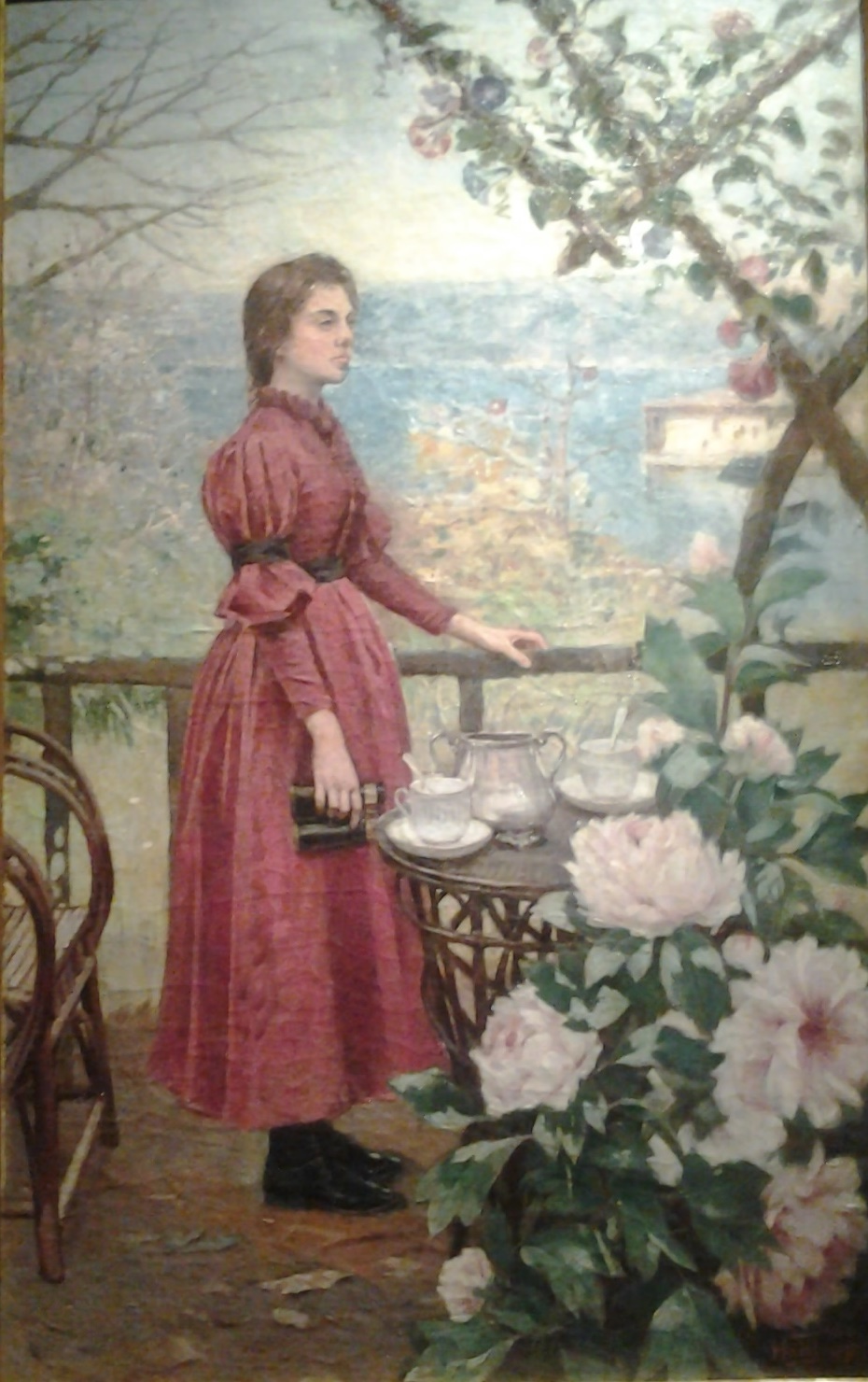
Халіль Паша, «Дама з півоніями», 1898, полотно, масло, Музей Сакіп Сабанджі
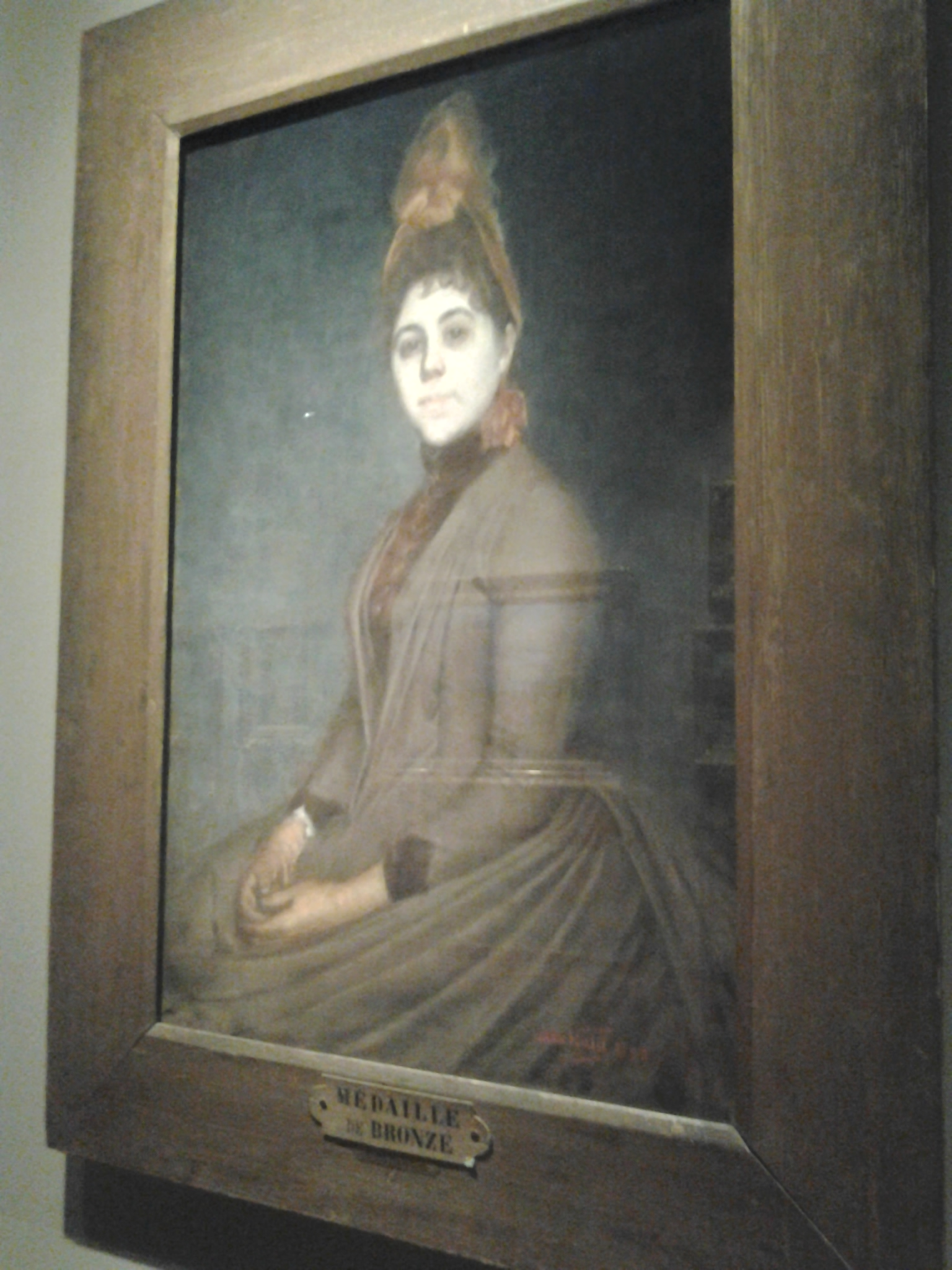
Халіль Паша. «Мадам Х», 1889, картон, пастель, бронзова медаль «Паризької виставки», Музей Сакіп Сабанджі

Помер в 1939 році в тому ж Стамбульському Бейлербеї, де і народився.

## Картини Халіля Паші

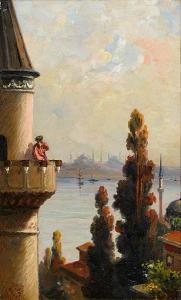

| - Паша та сім'я на пляжі (1892) - Ландшафтний дизайн (1897) - Пейзаж (1899) - Пані X (1899) - Огляд Гексу (1902) - Göksu Stream (1903) | - Погляд на фортецю Rumeli з Босфору (1903) - Огляд Гексу (1902) - Теслярі в Караван-сараї (1908) - Котра, Пором, море (1916) - Жінки в саду (1917) - Салакак (1928) |

18 січня 2009 року пейзаж «Річка Гексу» був проданий в приватну колекцію за $ 621,188.